# スペクトラム・エアロノーティカル
スペクトラム・エアロノーティカル（Spectrum Aeronautical ）はアメリカ合衆国のカリフォルニア州、サンディエゴ郡カールスバッドに本社を置くビジネスジェット機製造会社で、開発センターはユタ州スパニッシュフォークにあった。同社は2021年1月に廃業した。S-33 インディペンデンスとS-40 フリーダムの2形式の航空機を開発していた。

## マネジメント
スペクトラム社はRQ-1 プレデター、LearAvia Lear Fan、ビーチクラフト スターシップ、スケールド・コンポジッツ プロテウス、ベル イーグル・アイ、ウィリアムズ V-Jet II等を含む技術の歴史において洗練された先進的な複合材製の航空機をマネジメントした。
この経験によりスペクトラム社は航空機の先進的な複合材において材料、科学、設計のニュアンスや限界に対して造詣が深い。スペクトラム社は長年にわたり複数の領域において評価や試験や改良や設計の改善や製造工程の改良に役立ててきた。
これは、評価し、妊娠、テスト、改良、およびスペクトラムのデザインを改善し、製造プロセスの専門知識の複数の領域を適用することの多くの年を要した。
スペクトラム社は先進的な空気力学設計や製造工程の制御や金融マネジメントやFAAの認証取得や内装設計やマーケティングやコンピューターによる設計や品質管理や仲介や整備システムの分野において広範囲の専門知識を有していた。

## 製品
2機種のジェット機を開発していた:
- スペクトラム S-40 フリーダム, 9人乗りの中型ジェット機で2011年に認証を取得して納入する予定だった。
- スペクトラム S-33 インディペンデンス, 8人乗りの軽量ジェット機で2012年中に認証を取得して納入予定だった。

同社の機体は炭素繊維－エポキシ樹脂を使用した複合材を使用しており、従来の同規模の機体に比べて大幅に軽量化されている。
両方の航空機は同社の革新的なfibeX(TM)複合材料技術を特徴としておりその結果同規模のアルミニウム製の機体と比較して約40%軽量である。
軽量の複合材料と高効率の次世代ターボファンジェットエンジンを組み合わせることにより燃料消費を削減し、温室効果ガスの排出を減らす。.
スペクトラム・エアロノーティカルは将来の同社の航空機にPhostrEx消化剤を組み込む予定だった。